# Liga de fútbol sala de Gibraltar 2013-14
La Liga de fútbol sala de Gibraltar 2013-14 fue una nueva edición de la Liga de fútbol sala de Gibraltar organizada por la Asociación de Fútbol de Gibraltar (GFA) y la primera después de que Gibraltar se convirtiera en miembro pleno de la UEFA.
El torneo estuvo integrado por 24 equipos y se jugó en dos fases. La primera fase, que sirvió para clasificar a los equipos en dos divisiones, se jugó en dos grupos de 12 equipos y tuvo 11 fechas que se jugaron bajo el sistema de todos contra todos, al final de los 11 partidos, los seis primero se clasificaron para la División 1 mientras que los equipos restantes pasaron a jugar la División 2. Para la segunda etapa los doce clasificados empezaron sin puntos y jugaron entre sí bajo el mismo formato que en la primera fase.
Gibraltar Scorpions y St. Joseph's White empataron en 29 puntos al final de la División 1 por lo que fue necesario que jugaran un partido de desempate que dio como ganador en los penales por 3 - 0 a Gibraltar Scorpions luego de que el partido terminara empatado 3 - 3. Gibraltar Scorpions se proclamó campeón y además se clasificó para la ronda preliminar de la Copa de la UEFA de Fútbol Sala 2014-15 donde finalmente sería eliminado luego de perder dos partidos y empatar el restante.
Las posiciones de los equipos en esta temporada sirvieron para organizar la Liga de fútbol sala de Gibraltar 2014-15 que contó con 3 divisiones.

## Sistema de competición
El torneo estuvo dividido en dos fases, en la primera los 24 equipos fueron separados en dos grupos de 12 donde se enfrentaron entre sí en una sola vez bajo el sistema de todos todos, sumando 11 partidos cada uno. Al término de esta fase, los 6 primeros de cada grupo se clasificaron para la segunda fase donde se volvieron a enfrentar a través del mismo sistema.

### Clasificación a torneos internacionales
El campeón de esta edición ganó un cupo para la Copa de la UEFA de fútbol sala. El club clasificado empezó su participación en la ronda preliminar de edición 2014-15.
| Método de clasificación                                | Torneo al que clasifica                                   |
| ------------------------------------------------------ | --------------------------------------------------------- |
| Campeón de la Liga de fútbol sala de Gibraltar 2013-14 | Copa de la UEFA de Fútbol Sala 2014-15 (ronda preliminar) |

## Clubes participantes
Dentro de los equipos participantes hubo: 
- Dos equipos del club Gibraltar Scorpions: Gibraltar Scorpions, Gibraltar Scorpions Revolution.
- Tres equipos del club Gibraltar Lions: Corner Shop, Forza Cinque, Latino's Beach.
- Dos equipos del club Lynx: Lynx, Lynx 55.
- Dos equipos del club Maccabi Gibraltar: Maccabi Gibraltar, Maccai Masters.
- Tres equipos del club St. Joseph's: Blue, New Team, White.

| Boca Juniors                   | Glacis United        | Lynx              | Shamrock Gibraltar    |
| Cannons                        | Lincoln Red Imps     | Lynx 55           | Special Olympics      |
| College Europa                 | Lions Corner Shop    | Maccabi Gibraltar | St. Joseph's Blue     |
| Gibraltar Phoenix              | Lions Forza Cinque   | Maccabi Masters   | St. Joseph's New Team |
| Gibraltar Scorpions            | Lions Latino's Beach | Manchester 62     | St. Joseph's White    |
| Gibraltar Scorpions Revolution | Leo Bastion          | Moroccan United   | Young Boys Gibraltar  |

## Fase clasificatoria
La GFA decidió organizar una etapa previa que le sirviese para clasificar a los 24 equipos inscritos para participar en dos divisiones. Puesto que la liga de fútbol sala había estado inactiva, la reactivación contó con la inscripción de un gran número de clubes. La fase clasificatoria se jugó entre octubre de 2013 y febrero de 2014 y sirvió para ubicar a los clubes en División 1 y División 2. Las Divisiones se jugaron entre marzo y junio de 2014.

### Grupo A
- Actualizado el 11 de agosto de 2019. Jugados todos los partidos.

| Pos. | Equipo                    | PJ | PG | PE | PP | GF | GC | DG | Pts. | Clasificado a |
| ---- | ------------------------- | -- | -- | -- | -- | -- | -- | -- | ---- | ------------- |
| 1    | Gibraltar Scorpions (C)   | 11 | ¿? | ¿? | ¿? | ¿? | ¿? | ¿? | 33   | División 1    |
| 2    | Lynx (C)                  | 11 | ¿? | ¿? | ¿? | ¿? | ¿? | ¿? | 30   | División 1    |
| 3    | Glacis United (C)         | 11 | ¿? | ¿? | ¿? | ¿? | ¿? | ¿? | 27   | División 1    |
| 4    | St. Joseph's White (C)    | 11 | ¿? | ¿? | ¿? | ¿? | ¿? | ¿? | 24   | División 1    |
| 5    | Lions Latino's Beach (C)  | 11 | ¿? | ¿? | ¿? | ¿? | ¿? | ¿? | 21   | División 1    |
| 6    | Maccabi Gibraltar (C)     | 11 | ¿? | ¿? | ¿? | ¿? | ¿? | ¿? | 15   | División 1    |
| 7    | Cannons                   | 11 | ¿? | ¿? | ¿? | ¿? | ¿? | ¿? | 12   |               |
| 8    | Gibraltar Phoenix         | 11 | ¿? | ¿? | ¿? | ¿? | ¿? | ¿? | 12   |               |
| 9    | Boca Juniors              | 11 | ¿? | ¿? | ¿? | ¿? | ¿? | ¿? | 12   |               |
| 10   | Leo Bastion               | 11 | ¿? | ¿? | ¿? | ¿? | ¿? | ¿? | 6    |               |
| 11   | Gib. Scorpions Revolution | 11 | ¿? | ¿? | ¿? | ¿? | ¿? | ¿? | 6    |               |
| 12   | Young Boys Gibraltar      | 11 | ¿? | ¿? | ¿? | ¿? | ¿? | ¿? | 0    |               |

Fuente: uefa.com
Reglas de clasificación: 1) Puntos; 2) Diferencia de gol; 3) Goles a favor.
(C): clasificado a la fase indicada.

### Grupo B
- Actualizado el 11 de agosto de 2019. Jugados todos los partidos.

| Pos. | Equipo                    | PJ | PG | PE | PP | GF | GC | DG | Pts. | Clasificado a                                   |
| ---- | ------------------------- | -- | -- | -- | -- | -- | -- | -- | ---- | ----------------------------------------------- |
| 1    | St. Joseph's Blue         | 11 | ¿? | ¿? | ¿? | ¿? | ¿? | ¿? | 30   | Desaparecido al final de la fase clasificatoria |
| 2    | Shamrock Gibraltar (C)    | 11 | ¿? | ¿? | ¿? | ¿? | ¿? | ¿? | 28   | División 1                                      |
| 3    | College Europa (C)        | 11 | ¿? | ¿? | ¿? | ¿? | ¿? | ¿? | 22   | División 1                                      |
| 4    | Manchester 62 (C)         | 11 | ¿? | ¿? | ¿? | ¿? | ¿? | ¿? | 21   | División 1                                      |
| 5    | St. Joseph's New Team (C) | 11 | ¿? | ¿? | ¿? | ¿? | ¿? | ¿? | 21   | División 1                                      |
| 6    | Lions Forza Cinque (C)    | 11 | ¿? | ¿? | ¿? | ¿? | ¿? | ¿? | 16   | División 1                                      |
| 7    | Lincoln Red Imps          | 11 | ¿? | ¿? | ¿? | ¿? | ¿? | ¿? | 16   | Desaparecido al final de la fase clasificatoria |
| 8    | Moroccan United (C)       | 11 | ¿? | ¿? | ¿? | ¿? | ¿? | ¿? | 15   | División 1                                      |
| 9    | Maccabi Masters           | 11 | ¿? | ¿? | ¿? | ¿? | ¿? | ¿? | 12   |                                                 |
| 10   | Lynx 55                   | 11 | ¿? | ¿? | ¿? | ¿? | ¿? | ¿? | 9    |                                                 |
| 11   | Lions Corner Shop         | 11 | ¿? | ¿? | ¿? | ¿? | ¿? | ¿? | 6    |                                                 |
| 12   | Special Olympics          | 11 | ¿? | ¿? | ¿? | ¿? | ¿? | ¿? | 0    |                                                 |

Fuente: uefa.com
Reglas de clasificación: 1) Puntos; 2) Diferencia de gol; 3) Goles a favor.
(C): clasificado a la fase indicada.

## División 1

### Tabla de posiciones
- Actualizado el 11 de agosto de 2019. Jugados todos los partidos.

| Pos. | Equipo                  | PJ | PG | PE | PP | GF | GC | DG | Pts. | Clasificado a                          |
| ---- | ----------------------- | -- | -- | -- | -- | -- | -- | -- | ---- | -------------------------------------- |
| 1    | Gibraltar Scorpions (C) | 11 | ¿? | ¿? | ¿? | ¿? | ¿? | ¿? | 29   | Definición del campeonato              |
| 2    | St. Joseph's White (C)  | 11 | ¿? | ¿? | ¿? | ¿? | ¿? | ¿? | 29   | Definición del campeonato              |
| 3    | Lynx                    | 11 | ¿? | ¿? | ¿? | ¿? | ¿? | ¿? | 27   |                                        |
| 4    | Glacis United           | 11 | ¿? | ¿? | ¿? | ¿? | ¿? | ¿? | 25   |                                        |
| 5    | Lions Latino's Beach    | 11 | ¿? | ¿? | ¿? | ¿? | ¿? | ¿? | 18   |                                        |
| 6    | St. Joseph's New Team   | 11 | ¿? | ¿? | ¿? | ¿? | ¿? | ¿? | 14   |                                        |
| 7    | Lions Forza Cinque      | 11 | ¿? | ¿? | ¿? | ¿? | ¿? | ¿? | 13   | Desaparecido al final de la temporada  |
| 8    | College Europa          | 11 | ¿? | ¿? | ¿? | ¿? | ¿? | ¿? | 12   | Promoción 2014-15                      |
| 9    | Shamrock Gibraltar      | 11 | ¿? | ¿? | ¿? | ¿? | ¿? | ¿? | 12   |                                        |
| 10   | Manchester 62           | 11 | ¿? | ¿? | ¿? | ¿? | ¿? | ¿? | 8    | Desaparecidos al final de la temporada |
| 11   | Moroccan United         | 11 | ¿? | ¿? | ¿? | ¿? | ¿? | ¿? | 3    | Desaparecidos al final de la temporada |
| 12   | Maccabi Gibraltar       | 11 | ¿? | ¿? | ¿? | ¿? | ¿? | ¿? | 1    | Descenso a División 2 2014-15          |

Fuente: uefa.com
Reglas de clasificación: 1) Puntos; 2) Diferencia de gol; 3) Goles a favor.
(C): clasificado a la fase indicada.
1. ↑  College Europa se separó en Europa F. C. y College 1975. Europa dejó el fútbol sala, mientras que College 1975 jugó la promoción 2014-15

### Definición del campeonato
Debido al empate en puntos, se tuvo que jugar un partido de definición. Gibraltar Scorpions ganó en la tanda de penales y se consagró campeón, además se clasificó para la Copa de la UEFA de fútbol sala 2014-15.
| Local                       | Resultado      | Visitante          | Fecha               | Estadio                  |
| --------------------------- | -------------- | ------------------ | ------------------- | ------------------------ |
| Gibraltar Scorpions         | (p. 3–0) 3 – 3 | St. Joseph's White | 22 de junio de 2014 | Tercentenary Sports Hall |
| Reporte: Imagen en Twitter. |                |                    |                     |                          |

| Gibraltar Scorpions |
| Campeón             |
| 1.º título          |

## División 2

### Tabla de posiciones
- Actualizado el 11 de agosto de 2019. Jugados todos los partidos.

| Pos. | Equipo                    | PJ | PG | PE | PP | GF | GC | DG | Pts. | Clasificado a                          |
| ---- | ------------------------- | -- | -- | -- | -- | -- | -- | -- | ---- | -------------------------------------- |
| 1    | Boca Juniors              | ¿? | ¿? | ¿? | ¿? | ¿? | ¿? | ¿? | ¿?   | Definición del primer lugar            |
| 2    | Gib. Scorpions Revolution | ¿? | ¿? | ¿? | ¿? | ¿? | ¿? | ¿? | ¿?   | Definición del primer lugar            |
| 3    | Cannons                   | ¿? | ¿? | ¿? | ¿? | ¿? | ¿? | ¿? | ¿?   | Ascenso a División 1 2014-15           |
| 4    | Gibraltar Phoenix         | ¿? | ¿? | ¿? | ¿? | ¿? | ¿? | ¿? | ¿?   |                                        |
| 5    | Leo Bastion               | ¿? | ¿? | ¿? | ¿? | ¿? | ¿? | ¿? | ¿?   |                                        |
| 6    | Young Boys Gibraltar      | ¿? | ¿? | ¿? | ¿? | ¿? | ¿? | ¿? | ¿?   |                                        |
| 7    | Lions Corner Shop         | ¿? | ¿? | ¿? | ¿? | ¿? | ¿? | ¿? | ¿?   |                                        |
| 8    | Special Olympics          | ¿? | ¿? | ¿? | ¿? | ¿? | ¿? | ¿? | ¿?   |                                        |
| 9    | Maccabi Masters           | ¿? | ¿? | ¿? | ¿? | ¿? | ¿? | ¿? | ¿?   | Desaparecidos al final de la temporada |
| 10   | Lynx 55                   | ¿? | ¿? | ¿? | ¿? | ¿? | ¿? | ¿? | ¿?   | Desaparecidos al final de la temporada |

Fuente: uefa.com
Reglas de clasificación: 1) Puntos; 2) Diferencia de gol; 3) Goles a favor.
(C): clasificado a la fase indicada.

### Definición del primer lugar
| Local                    | Resultado | Visitante    | Fecha               | Estadio                  |
| ------------------------ | --------- | ------------ | ------------------- | ------------------------ |
| Gibraltar Scorpions Rev. | –         | Boca Juniors | 20 de junio de 2014 | Tercentenary Sports Hall |
| Reporte: Twitter.        |           |              |                     |                          |

| Gibraltar Scorpions Revolution |
| Campeón                        |
| 1.º título                     |

## Equipos nuevos
| Rock Pirate          | 1                       |
| College 1975         | 1                       |
| College 1975 Res.    | 3 (filial del anterior) |
| Gunwharf             | 3                       |
| Hound Dogs           | 3                       |
| Laguna               | 3                       |
| Mons Calpe           | 3                       |
| Red Imps Lek Bangkok | 3 (Reserva de Lincoln)  |
| Rock Solid           | 3                       |
| Stan Stalions        | 3                       |